# دانشکده دندانپزشکی کردستان
دانشکده دندانپزشکی دانشگاه علوم پزشکی کردستان یکی از دانشکده‌های دندانپزشکی ایران وابسته به دانشگاه علوم پزشکی کردستان در سنندج است.

## تاریخچه
دانشکده دندانپزشکی کردستان در سال ۱۳۸۹ بنیانگذاری شد. هم‌اکنون ریاست این دانشکده را محمدرستگار خسروی برعهده دارد.